# Мико
 Тази статия е за шинтоистките религиозни служителки.  За италианския певец вижте Мико (певец).  
Мико (на японски: 巫女) са жени, служещи в шинтоистките храмове в Япония. В съвременния шинтозъм мико участват в провеждането на религиозните обреди и извършването на брачните церемонии, изпълняват ритуални танци, занимават се с гадаене (омикудзи) и поддържат чистотата и реда в храмовете. Само неомъжени девойки могат да служат като мико.
В древността изпадали в транс, и в такова състояние извършвали предсказания от името на боговете, лекували болести и давали съвети. Прието е да се смята, че мико са били девственици, макар че доказателства в тази насока липсват, както липсват и доказателства в противното. Девойките служели в храмовете до омъжването си, след което изоставяли службата си в храма.
В съвременния японски език думата мико няма мистично значение и обозначава само служителка в храма.
Традиционното облекло на мико включва бяла връхна дреха с широки ръкави, яркочервена пола(хакама) и сандали.